# Loxosoma spathula
Loxosoma spathula är en bägardjursart som beskrevs av Nielsen 1966. Loxosoma spathula ingår i släktet Loxosoma och familjen Loxosomatidae. Inga underarter finns listade i Catalogue of Life.